# Hermann Höfer
Hermann Höfer (Frankfurt, 1934. július 19. – 1996. október 22.) német labdarúgó, hátvéd, olimpikon.

## Pályafutása
1949-ben kezdte a labdarúgást az Eintracht Frankfurt csapatában, ahol 1953 és 1967 között játszott az első csapatban. Tagja volt az 1959–60-as idényben BEK-döntős együttesnek.
Részt vett az 1956-os melbourne-i olimpián, ahol az első fordulóban, a nyolcaddöntőben 2–1-es vereséget szenvedtek a későbbi győztes szovjet válogatott csapattól és azonnal kiestek.
1981–82-es idényben az Eintracht Frankfurt alelnöke volt.

## Sikerei, díjai
Eintracht Frankfurt
- Nyugatnémet bajnokság
  - bajnok: 1959
- Oberliga Süd
  - bajnok: 1958–59
  - 2. (3): 1953–54, 1960–61, 1961–62
- Nyugatnémet kupa (DFB Pokal)
  - döntős: 1964
- Bajnokcsapatok Európa-kupája (BEK)
  - döntős: 1959–60